# Venerdì 13 parte VIII - Incubo a Manhattan
Venerdì 13 parte VIII - Incubo a Manhattan (Friday the 13th Part VIII: Jason Takes Manhattan) è un film del 1989 diretto da Rob Hedden.
La pellicola è l'ottavo film del franchise di Venerdì 13.

## Trama
1998. 2 anni dopo dal precedente massacro, in uno yacht a Crystal Lake, un ragazzo di nome Jim racconta alla sua fidanzata Suzi la leggenda di Jason Voorhees, poi le fa uno scherzo con una maschera da hockey e un coltello, nel frattempo un'ancora dello yacht danneggia alcuni cavi sottomarini che provocano la scossa al cadavere di Jason, e lo rianima, per poi intrufolarsi a bordo, e prende la maschera e uccide Jim con un arpione da pesca e poi impala Suzi.
La mattina successiva, la SS Lazarus è pronta a salpare per New York con una classe della Lakeview High School, accompagnata dall'insegnante di biologia Dr. Charles McCulloch e dall'insegnante di inglese Colleen Van Deusen. Van Deusen porta con sé la nipote di McCulloch, Rennie, nonostante la sua acquafobia. Jason si intrufola a bordo e uccide la rockstar JJ Jarrett con la sua chitarra elettrica colpendola alla testa. Quella notte, un giovane pugile che ha perso il suo incontro contro il campione Julius Gaw viene ucciso da Jason nella sauna con una pietra rovente 
sfregiandola sul suo stomaco. Rennie, è alla ricerca del suo cane Toby, scoprendo che la prepotente reginetta del ballo di fine anno Tamara Mason e la sua amica Eva Watanabe si drogano. McCulloch quasi le sorprende, poco dopo e Tamara per vendicarsi spinge Rennie in mare, facendolo passare per un incidente per poi essere salvata. Lo studente Wayne Webber registra Tamara che bacia McCulloch contro la sua volontà e Tamara minaccia il suo professore di sospendere la sua punizione in cambio che il video non verrà reso pubblico, poco dopo Jason uccide Tamara con un frammento dello specchio rotto dopo che si è fatta la doccia.
Rennie durante il viaggio in nave ha delle visioni di un giovane Jason, Jason uccide il primo ufficiale del capitano Robertson con un arpione per poi uccidere anche il capitano sgozzandolo con un machete. Sean il figlio del capitano con Rennie scoprono i corpi e avvertono agli altri. Eva trova il corpo di Tamara e fugge via, ma Jason la insegue nella sala discoteca, dove la strangola a morte sulla pista da ballo. Gli studenti decidono di cercare Jason mentre McCulloch decide che il responsabile è un marinaio pazzo, nella stiva della nave, Wayne perde gli occhiali e uccide per sbaglio un marinaio con un colpo di fucile poi si imbatte in Jason, mentre scappa trova corpo di JJ, poi Jason lo prende e lo getta contro un quadro elettrico facendoli prendere la scossa fino alla morte. Il cadavere di Wayne prende fuoco e fa imbarcare acqua sulla nave, poi Jason lancia lo studente Miles Wolfe impalandolo nella torre del trasmettitore radio fino alla morte, e Julius viene buttato in mare. La nave inizia ad affondare uccidendo due studenti e due studentesse lasciati nella sala ristorante. McCulloch, Van Deusen, e Sean trovano il marinaio pazzo ucciso con un'accetta sulla schiena, i sopravvissuti scappano su una scialuppa di salvataggio e scoprono che Toby e Julius sono ancora vivi.
Remando arrivano a New York, ma Jason li ha inseguiti. Rennie viene rapita da una coppia di tossicodipendenti e il gruppo si divide per cercare aiuto. Rennie sta per essere stuprata e drogata dai due tossicodipendenti, ma Jason uccide uno trafiggendolo con la siringa che ha usato per drogare la ragazza e poi uccide l'altro facendo sbattere la faccia sul tubo di un palazzo, Rennie approfitta della situazione per scappare. Julius si imbatte contro Jason, e inizia a combattere contro di lui, ma è troppo esausto e viene decapitato con un solo pugno. Rennie incontra Sean e si riuniscono con gli insegnanti e un poliziotto di New York ma viene ucciso da Jason mentre stava chiamando i rinforzi. Rennie fa schiantare l'auto della polizia dopo che una visione di Jason la distrae, Van Deusen viene uccisa nell'auto quando durante l'esplosione. Rennie li viene in mente che McCulloch è responsabile della sua paura dell'acqua, avendola spinta nel lago di Crystal Lake da bambina dove è stata aggredita dal giovane Jason, i ragazzi infuriati con lui lo lasciano indietro e Jason lo annega in un barile di rifiuti tossici.
Jason insegue Rennie e Sean per la città, nel tragitto uccide il proprietario di una tavola calda facendolo schiantare contro uno specchio, i ragazzi si rifugiano in una metropolitana, dove Sean spinge Jason sulle rotaie folgorandolo, Jason si riprende, poi i ragazzi scappano nelle fogne dove incontrano un lavoratore che li avverte che a mezzanotte le fogne saranno inondate dal liquame di rifiuti tossici, mentre il lavoratore li porta ad un'uscita Jason lo uccide spaccandoli la testa con un'accetta. Jason con un colpo fa perdere i sensi a Sean, Rennie lancia una vasca di rifiuti tossici in faccia a Jason, poi sveglia Sean e salgono su una scala mentre Jason li segue barcollandoli, le fogne si allagano e Jason, ricordando l'annegamento della sua infanzia, vomita acqua, le acque inquinate travolgono Jason, facendogli sciogliere la faccia. Sean e Rennie tornano in strada dove si riuniscono con il cane Toby, a Times Square.

## Produzione
Nello script originale, quando Jason giunge al porto di Manhattan, avrebbe dovuto esserci un cane che gli abbaiava contro e Jason avrebbe dovuto tiragli un calcio. L'attore che impersonava Jason, Kane Hodder, ritenne che dare calci a un cane fosse eccessivo e così la scena non fu mai realizzata.
Mentre si girava a New York, al film in lavorazione venne dato il titolo "Ashes to Ashes" (Ceneri alle ceneri), per evitare che i fan invadessero il set. Nel poster originale del film si vedeva Jason che usciva dal noto poster "I Love NY" squarciandolo. L'idea fu abbandonata in seguito alle lamentele del Comitato del Turismo della città di New York.
È inoltre presente un'autocitazione: sul treno della metropolitana dove vengono inseguiti i protagonisti è visibile un poster vandalizzato su cui spicca la scritta Jason lives (Jason vive), ovvero il titolo del sesto capitolo della saga.
Dopo lo scarso successo alla critica e al botteghino la Paramount Pictures vendette alla New Line Cinema di Robert Shaye i diritti della saga, che venne così proseguita con Jason va all'inferno.

## Promozione
(Tagline del film)

## Accoglienza

### Incassi
Ha incassato $14,343,976 partendo da un budget di $5,000,000

### Critica
Questo ennesimo capitolo della saga di Venerdì 13, cambia il set, ma non i connotati fondamentali. La rivista Entertainment Weekly considerò questo film il peggiore della serie che rientrò, per un certo periodo, nella classifica dei 100 film con la valutazione più bassa dell'Internet movie database. Attualmente ha un indice di gradimento dell'11% da parte della critica su Rotten Tomatoes.